# اثر دنباله کت
در ادبیات سیاسی اثر دنباله کت (انگلیسی: Coattail effect)؛ به مفهوم لفظی «اثر دنباله بالاپوش»،   به آن وضعیتی گویند که محبوبیت رهبر یک حزب، برای دیگر اعضای همان حزب در یک گزینش دیگر، رای جذب کند. به عنوان مثال، در ایالات متحده اعضای حزبِ نامزدی که در انتخابات ریاست‌جمهوری پیروز شده‌است، در انتخابات‌های دیگر چون انتخابات کنگره کرسی‌های زیادی به دست می‌آورند؛ در این حالت گفته می‌شود آن نامزدها در دنباله کت رئیس‌جمهور وارد کنگره شده‌اند.